# Christoph Macha
Christoph Macha (* 1986 in Bautzen) ist ein deutscher Dramaturg und Bühnenregisseur.

## Leben
Christoph Macha war als Assistent für die Performancegruppe She She Pop tätig. Er war Dramaturg am Theater Junge Generation (tjg) in Dresden. Von 2021 bis 2023 war er Chefdramaturg am Landestheater Eisenach. Von 2023 bis 2025 war er als Leitender Dramaturg an den Bühnen Halle für die Sparten neues theater und Thalia Theater engagiert, hier arbeitete er eng mit Intendantin Mille Maria Dalsgaard und der stellvertretenden künstlerischen Leiterin Mareike Mikat zusammen.
Regelmäßig unterrichtet er, unter anderem an der Braunschweiger Hochschule der für Bildende Künste, Universität Leipzig, an der Theaterakademie Amsterdam und an der Hochschule für Musik und Theater Leipzig.
Neben seiner Tätigkeit als Dramaturg, hat er mehrfach Regie geführt, u. a. in Bautzen, Potsdam, Zürich, Braunschweig, Eisenach und in Halle. Er übersetzt das Theaterstück MAHLKOPF ins Deutsche. Einige seiner Produktionen wurden zu renommierten Festivals eingeladen, darunter der Heidelberger Stückemarkt und die Mülheimer Theatertage.

## Ehrenamt
Von 2022 bis zu seinem Rücktritt 2025 war er Vorstandsmitglied der ASSITEJ Deutschland und ostdeutsche Perspektiven. Er war unter anderem Künstlerischer Leiter des ostdeutschen Kinder- und Jugendtheaterfestivals WILDWECHSEL 2017 und von 2018 bis 2024 Sprecher. 2018 war er Mitglied der Jury des Deutschen Kinder- und Jugendtheaterpreises.
Er war Sprecher der AG „Junges Theater“ der Dramaturgische Gesellschaft.